# Útěchovičky
Útěchovičky település Csehországban, a Pelhřimovi járásban. Útěchovičky Útěchovice, Litohošť, Pošná, Pelhřimov, Bořetice és Čížkov településekkel határos. Lakosainak száma 68 fő (2024. január 1.).

## Népesség
A település lakosságának változását az alábbi diagram mutatja:
| Lakosok száma | 235  | 211  | 211  | 128  | 102  | 75   | 72   | 72   | 65   | 68   |
|               | 1869 | 1900 | 1921 | 1961 | 1980 | 2011 | 2016 | 2019 | 2021 | 2024 |